# Петра Тюмер
Петра Тюмер (нім. Petra Thümer, 29 січня 1961) — німецька плавчиня.
Олімпійська чемпіонка 1976 року.
Чемпіонка Європи з водних видів спорту 1977 року.